# Stanisław Brodziński (komunista)

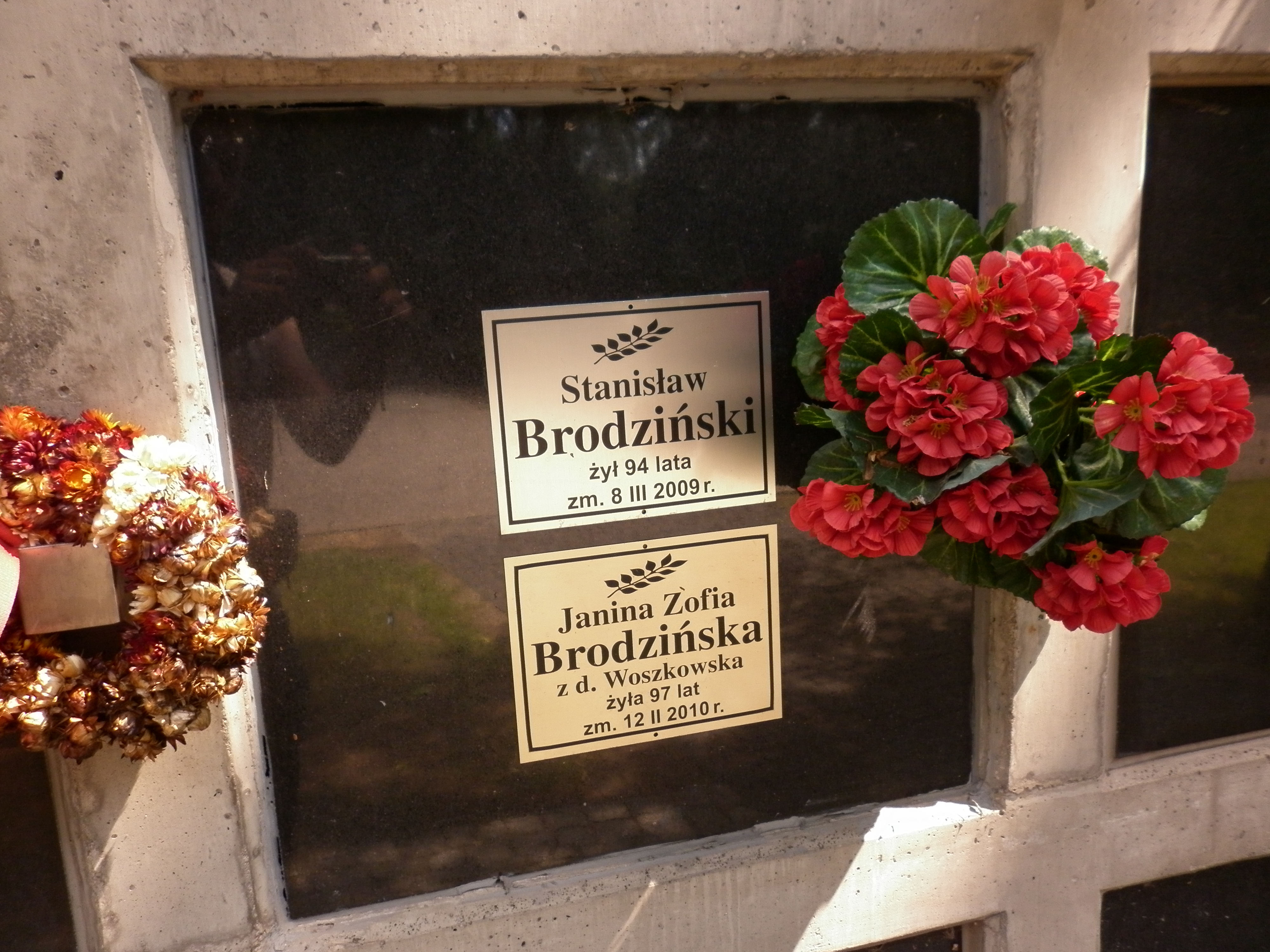
Grób Stanisława Brodzińskiego na Cmentarzu Wojskowym na Powązkach

Stanisław Brodziński (ur. 30 kwietnia 1915, zm. 8 marca 2009) – polski komunista, organizator i żołnierz GL i AL w Obwodzie Krakowskim i Okręgu Miechowskim. Brał udział w walkach z Niemcami. Po wojnie członek prezydium Rady Krajowej Żołnierzy Armii Ludowej ZKRPiBWP. 3 maja 1945 został posłem do Krajowej Rady Narodowej, reprezentując Polską Partię Robotniczą. Od stycznia do października 1956 I sekretarz Komitetu Wojewódzkiego PZPR w Krakowie. Od 1965/1966 jeden z przywódców założonej przez Kazimierza Mijala maoistowskiej Komunistycznej Partii Polski.
Odznaczony Krzyżem Srebrnym Orderu Virtuti Militari, Krzyżem Partyzanckim, Krzyżem Grunwaldu III klasy, Orderem Sztandaru Pracy, Pamiątkowym Medalem z okazji 40 rocznicy powstania Krajowej Rady Narodowej (1983) i wieloma innymi odznaczeniami. Pochowany na Cmentarzu Wojskowym na Powązkach (kwatera 29B kolumbarium-2-5).